# Плетизмограф
Плетизмограф — аппарат для графического определения колебаний объёма различных частей тела в зависимости главным образом от степени их кровенаполнения.

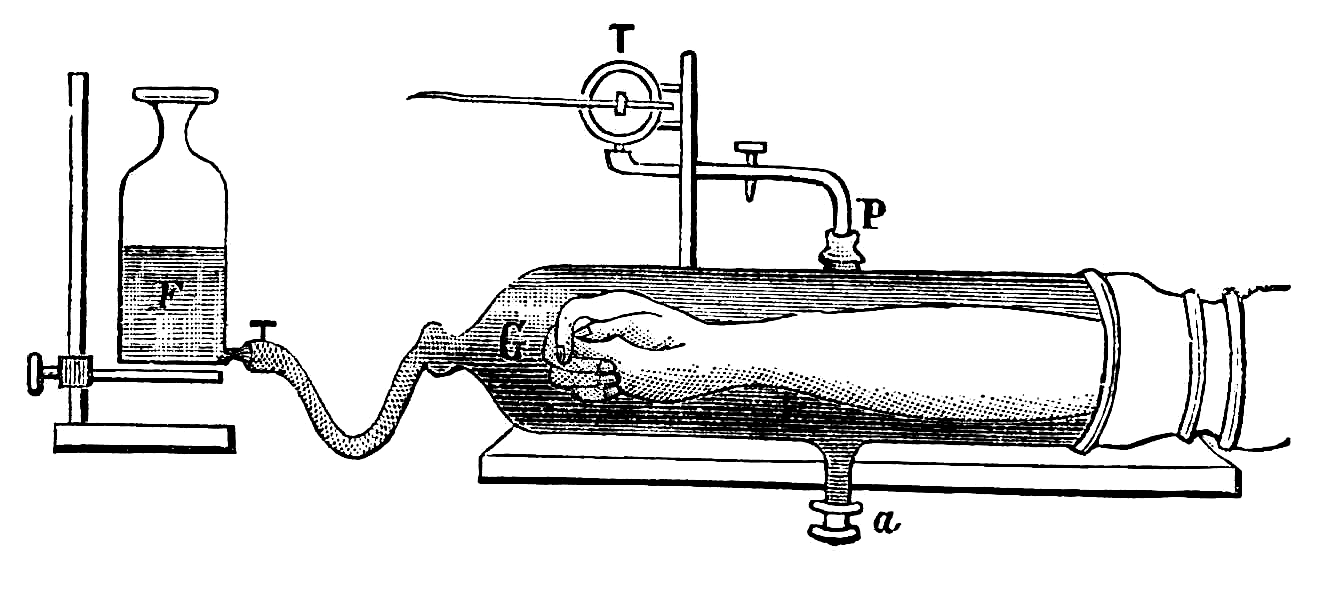
Рис. 1. Плетизмограф

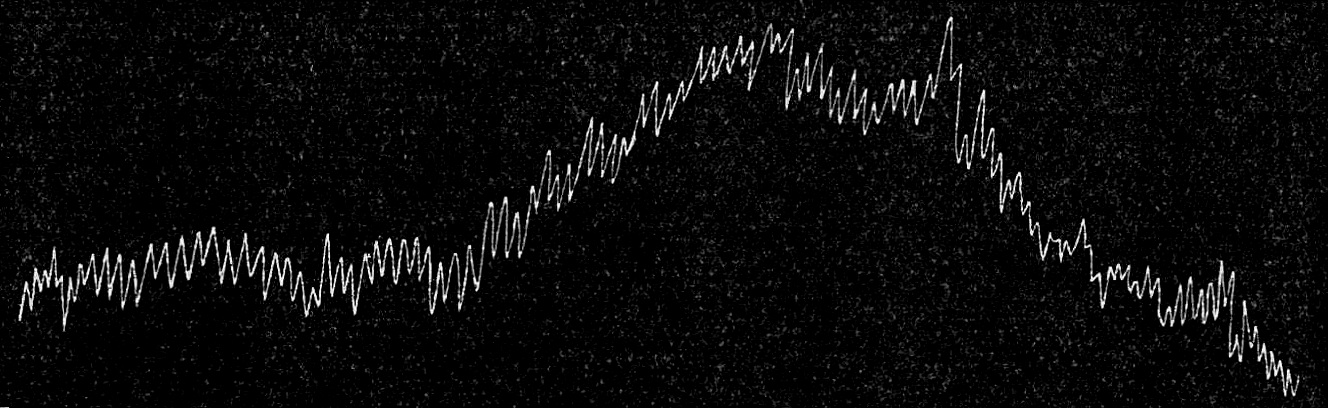
Рис. 2. Плетизмографическая кривая

Плетизмограф (см. рис. 1) состоит из стеклянного цилиндра G, суживающегося на одном конце и переходящего здесь в трубку; в цилиндре два боковых отверстия а и Р. Конечная трубка цилиндра при помощи каучуковой трубки соединяется с резервуаром воды F, отверстие Р при помощи тоже гуттаперчевой трубки соединяется с записывающим полиграфом Марея Т, а отверстие а служит для выливания воды из плетизмографа. В свободное отверстие цилиндра, снабжённое резиновым рукавом, обхватывающим плечо, вставляется рука испытуемого человека. По установке руки в цилиндре в него вливается из резервуара S вода при закрытом отверстии а и открытом P до полного вытеснения воздуха из цилиндра. По достижении этого отверстие P соединяется с полиграфом, а кран резервуара F запирается. Рука оказывается заключённой в воде в герметически замкнутом пространстве цилиндра, сообщающегося только с записывающим полиграфом Марея Т. Этот последний своим пером должен следовать за колебаниями объёма руки, и вот почему: как только объем руки увеличится вследствие прилива в неё крови, то есть расширения сосудов, так она (то есть рука) станет вытеснять воду из цилиндра в одном единственно доступном направлении к полиграфу Т, вода будет давить на воздух в трубке и полиграфе и будет приподнимать гуттаперчевую стенку последнего вместе с упирающимся в центр её записывающим пером; последнее своим приподнятием будет указывать поэтому на увеличение объёма руки и, наоборот, при уменьшении объёма руки вода из трубки P будет просасываться в цилиндр, воздух в трубке и полиграфе Т будет разряжаться, и эластическая стенка последнего станет опускаться вместе с записывающим пером. Полученная таким образом плетизмографическая кривая линия показывает троякого рода волны (см. рис. 2); самые мелкие — пульсовые, выражающие, что при каждом сокращении сердца объем органа — руки ли, ноги и т. д. — увеличивается вследствие прилива новой порции крови, вталкиваемой сердцем в органы тела; эти пульсовые волны сидят на более широких дыхательных волнах колебания объёма органов, зависящих от того, что при начале каждого вдоха кровь сильно присасывается из вен к сердцу, а при начале выдоха, — наоборот — кровь несколько задерживается в венах; поэтому при вдохе получается падение, а при выдохе, наоборот, повышение объёма органов; так как на каждое дыхательное движение приходится около 4 сердцебиений, то дыхательные колебания объёма органов реже пульсовых.
Но эти волны дыхательных колебаний объёма органов сидят сами на волнах ещё больших, происходящих от периодического сокращения и расширения сосудов, зависящих от их собственной сосудодвигательной иннервации. Таким образом, путём плетизмографического способа исследования различных органов можно следить за изменением кровообращения при тех или иных условиях. Введением этого ценного способа наука обязана А. Моссо и Франсуа Франку. Устраивают плетизимограф для языка, для уха, для отдельных пальцев рук и ног, и, наконец, этому же способу исследования поддаются и внутренние органы вроде почек, селезёнки, печени или в вырезанном состоянии при поддержке в них искусственного кровообращения, или даже in situ, при более или менее физиологических условиях. Плетизмографическими исследованиями над живым человеком было окончательно доказано, что сосудистая система человека принимает огромное участие во всех нервных, психических актах и что всевозможного рода возбуждения органов чувств, а равно и всякие душевные движения и умственная работа вызывают уменьшение объема конечностей, то есть сокращение периферических сосудов с одновременным приливом крови к мозгу; целесообразность этого явления не подлежит сомнению, так как деятельный возбуждённый мозг нуждается в усиленном питании, то есть в усиленном приливе к нему крови. Зато во время сна наблюдаются обратные явления — конечности увеличиваются в объеме вследствие расширения в них сосудов, а мозг беднеет кровью, делается анемичным. В настоящее время большинство психофизиологических исследований не обходится без плетизмографа; так, например, при исследовании внимания или влияния музыки на организм плетизмографическим определениям отводится одно из первых мест, и благодаря этому добыто уже немало ценных фактов. На рис. 2 ясно видно резкое падение плетизмографической кривой, образующей род оврага при звуках веселой музыки с руки человека.